# Otterswiller
Otterswiller je občina v departmaju Bas-Rhin francoske regije Alzacija.
Leta 1990 je v občini živelo 1 147 oseb oz. 350 oseb/km².